# Protaetia culta
Protaetia culta är en skalbaggsart som beskrevs av Waterhouse 1879. Protaetia culta ingår i släktet Protaetia och familjen Cetoniidae. Utöver nominatformen finns också underarten P. c. yaeyamana.